# Anna Olsdotter Arnmar
Anna Helena Olsdotter Arnmar, ogift Bergman, född 22 juni 1963 i Sundbybergs församling i Stockholms län, är en svensk TV-journalist och programledare.
Anna Olsdotter Arnmar har arbetat på Ekot på Sveriges Radio, Expressen, TV3, Arbetet och Kvällsposten. År 1998 kom hon till Sveriges Television, där hon varit reporter, nyhetspresentatör och redaktör. Hon var också med och startade den digitala nyhetskanalen SVT24.
Hon är dotter till musikern och kompositören Olle Bergman och Estelle, ogift Christensen, samt på moderns sida halvsyster till Basse Wickman och Maria Wickman. Hon är också dotterdotter till Axel Christensen.